# Parc Olympique Lyonnais
Parc Olympique Lyonnais (také Groupama Stadium nebo Stade des Lumières) je víceúčelový stadion sloužící zejména pro fotbal ve Décines-Charpieu, součásti města Lyon. Pojme 59 186 diváků a je třetí největší ve Francii. Domácí zápasy zde hraje fotbalový klub Olympique Lyonnais. Slavnostně otevřen byl 9. ledna 2016, kdy Lyon hostil tým Troyes AC. Stadion by měl zahrnovat také nejmodernější sportovní zařízení, dva hotely, zábavní centrum a obchodní kanceláře. 
V roce 2018 hostil finále Evropské ligy. Také se zde odehrály některé fotbalové zápasy Mistrovství Evropy 2016, Mistrovství světa žen 2019 a Letních olympijských her 2024.
Do roku 2016 sídlil Olympique Lyonnais na Stade Gerland, který po otevření Parc Olympique Lyonnais přenechal ragbyovému klubu Lyon olympique universitaire.